# L'avventura di Annabella
L'avventura di Annabella è un film del 1943, diretto da Leo Menardi.